# Zasloužilý pracovník v zemědělství Ukrajiny
Zasloužilý pracovník v zemědělství Ukrajiny (ukrajinsky Заслужений працівник сільського господарства України) je státní vyznamenání Ukrajiny založené roku 2001. Udílen je v souladu se zákonem Ukrajiny O státních vyznamenáních Ukrajiny.

## Historie a pravidla udílení
Čestný titul Zasloužilý pracovník v zemědělství byl založen zákonem ze dne 29. června 2001. Udílen je pracovníkům agroindustriálního oboru, kteří dosáhli významného úspěchu v rozvoji zemědělské výroby, zlepšování zemědělské kultury a poskytování vysoce kvalitních zemědělských produktů obyvatelstvu Ukrajiny.
Udílení tohoto vyznamenání se provádí dekretem prezidenta Ukrajiny. Udělen může být občanům Ukrajiny, cizincům i osobám bez státní příslušnosti. Nelze jej však udělit posmrtně.

## Popis odznaku
Odznak se svým vzhledem podobá dalším odznakům čestných ukrajinských titulů v kategorii zasloužilý. Odznak má tvar oválného věnce spleteného ze dvou větviček vavřínových listů. Ve spodní části jsou větvičky spojeny stuhou. Uprostřed odznaku je nápis Заслужений працівник сільського господарства. V horní části je věnec přerušen státním znakem Ukrajiny. Všechny nápisy i motivy jsou na odznaku vyraženy. Na zadní straně je spona umožňující jeho připnutí k oděvu. Odznak je vyroben ze stříbra.